# (4327) Ries
(4327) Ries ist ein Hauptgürtelasteroid, der am 24. Mai 1982 von Carolyn Shoemaker vom Palomar-Observatorium aus entdeckt wurde.
Er wurde am 30. Januar 1991 nach dem Nördlinger Ries benannt.